# Historia de Santa Lucía
Santa Lucía es un país ubicado al norte de Venezuela y Trinidad y Tobago, en aguas del mar Caribe. Sus primeros pobladores arribaron en balsas alrededor del siglo III de nuestra era y tras múltiples disputas entre conquistadores europeos terminó siendo conquistada por el Reino Unido, el cual le otorgó la independencia en el año de 1979.

## Los primeros pobladores
Los primeros pobladores de Santa Lucía fueron los indígenas taínos, los cuales llegaron por mar provenientes del norte de Sudamérica entre el siglo III y el siglo V. A partir del siglo IX los taínos fueron dominados y asimilados por otra etnia de la región, los indígenas caribes. Los primeros europeos llegaron a la isla a finales del siglo XV o a principios del siglo XVI. Dada la conveniencia de su puerto en Castries, la isla fue disputada constantemente entre el siglo XVI y el XVI, cambiando de manos al menos catorce veces entre el gobierno de Francia y el del Reino Unido, siendo este último quien obtuvo la posesión definitiva en el año de 1814.

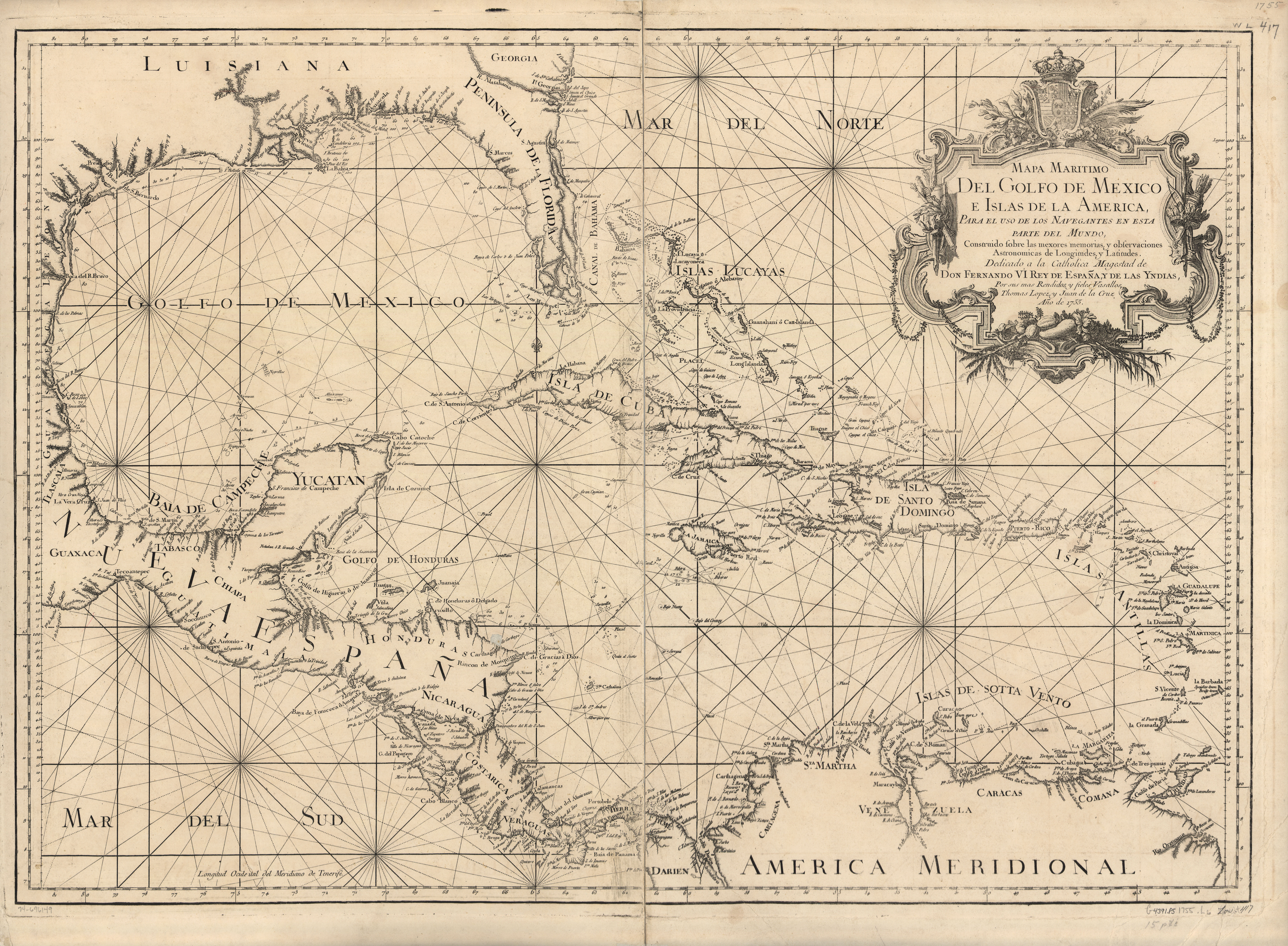
MApa del Caribe.

## Dominio británico
Comenzando en el año de 1838 la isla fue administrada por los británicos desde Barbados y posteriormente desde la Isla de Granada (1885). A principios del siglo XX los habitantes comenzaron a buscar mayor autodeterminación para la colonia y en 1924 consiguieron elegir a sus primeros representantes a un consejo legislativo local. Tras conseguir el derecho al voto para todos los adultos en 1951 la isla se sumó a varias federaciones coloniales regionales hasta entrar en un convenio de libre asociación con el Reino Unido en 1967. Doce años después, el 22 de febrero de 1979, obtuvo su independencia

## Época independiente

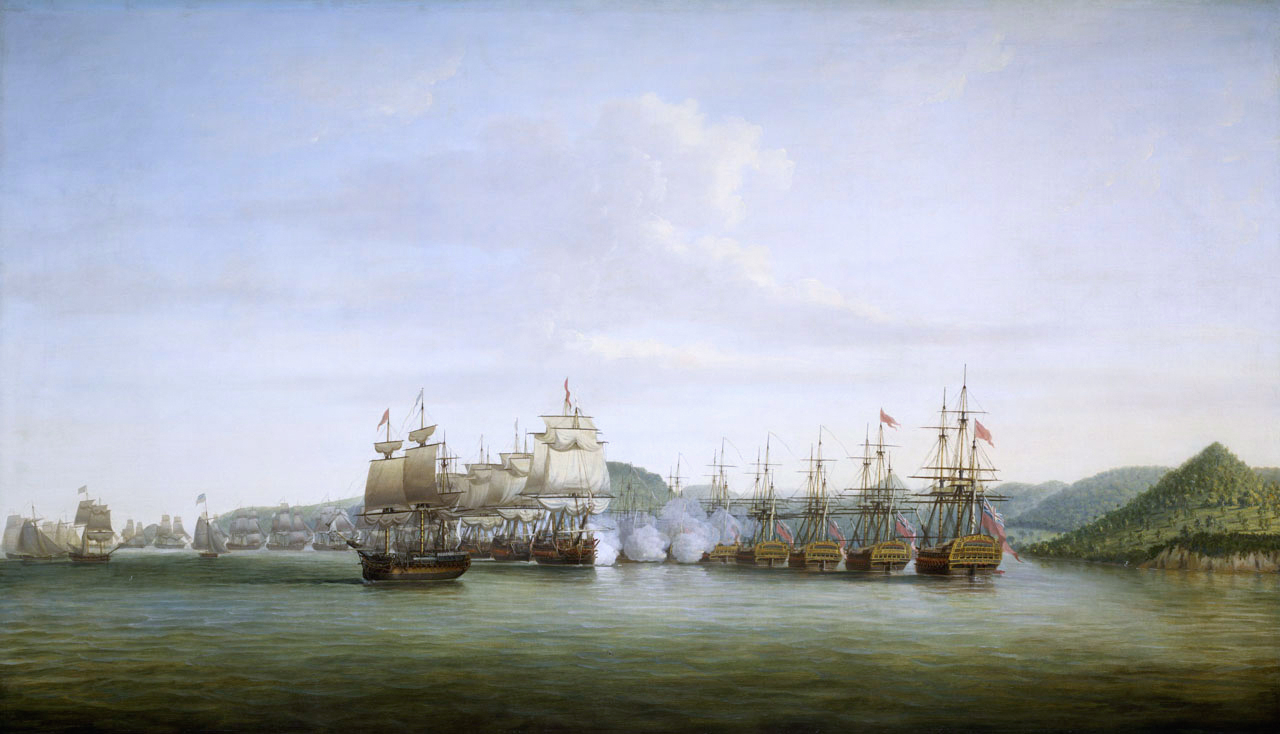
Bataille de Sainte Lucie entre d'Estaing

El Partido Laborista de Santa Lucía (en inglés: Saint Lucia Labor Party, SLP)  fue el ganador de las primeras elecciones que se celebraron tras conseguir la independencia del Reino Unido, consiguiendo 12 de los 17 asientos en el Parlamento. A principios de los ochenta la isla atravesó por una crisis económica y política y tanto el sector privado como los sindicatos obligaron al gobierno de los laboristas a renunciar.  A partir de 1982 el gobierno sería controlado por el Partido Unido de los Trabajadores (en inglés: United Workers Party, UWP). 
El Partido Unido de los Trabajadores de Santa Lucía se mantuvo en el poder 16 años. Dirigidos por John Compton, un ex Premier de la isla durante el dominio británico, consiguieron 14 de los 17 escaños en el Parlamento tras la renuncia de los laboristas. Las siguientes elecciones (celebradas el 16 de abril de 1987) volvieron a ser para el UWP pero esta vez asegurando solo 7 de los 17 escaños, por lo cual el primer ministro suspendió el parlamento y volvió a convocar elecciones para el 30 de abril, obteniendo casi el mismo resultado (9 de 17 escaños). 
En abril de 1992 el Partido Unido de los Trabajadores ligó su tercera victoria consecutiva, esta vez aumentando su presencia en el Parlamento a once escaños. Compton renunció finalmente en 1996 para dar paso a su sucesor, Vaughan Lewis, quien perdería las elecciones de 1997 frente a Kenneth Anthony, un exoficial de la Caricom que consiguió 16 de los 17 escaños para los laboristas.
En las elecciones de diciembre de 2001 los laboristas consiguieron 14 de los 17 escaños parlamentarios. La lideresa del Partido Unido de los Trabajadores, Morella Joseph, ni siquiera pudo ser electa al Parlamento.
En 2006, el Partido Unido de los Trabajadores, de nuevo dirigida por Compton, ganó el control del Parlamento. En mayo de 2007, después de Compton sufrió una serie de pequeños accidentes cerebrovasculares, así que el secretario de Hacienda y ministro de Asuntos Exteriores, Stephenson King fue designado primer ministro en funciones. Tuvo éxito como primer ministro después de que Compton murió en septiembre de 2007. En noviembre de 2011, Kenny D. Anthony fue reelegido como primer ministro por segunda vez.
- Datos: Q1516600
- Multimedia: History of Saint Lucia / Q1516600